# Rocco Ronzani
Rocco Ronzani OSA (ur. 21 lutego 1978 w Rzymie) – włoski duchowny rzymskokatolicki, augustianin, doktor teologii i nauk patrystycznych, prefekt Apostolskiego Archiwum Watykańskiego od 2024.

## Życiorys
W 1997 wstąpił do Zakonu św. Augustyna, a śluby wieczyste złożył 1 listopada 2002, natomiast święcenia kapłańskie przyjął 27 czerwca 2004. W 2010 uzyskał doktorat z teologii i nauk patrystycznych w Papieskim Instytucie Patrystycznym Augustinianum w Rzymie, gdzie obecnie wykłada. Konsultor Dykasterii ds. Kanonizacyjnych, a także dyrektorem Archiwum Historycznego Prowincji Augustianów we Włoszech i profesorem na Wydziale Teologicznym Papieskiego Uniwersytetu Laterańskiego w Rzymie.
5 lipca 2024 papież Franciszek mianował go prefektem Apostolskiego Archiwum Watykańskiego.